# Teodor Gorajski
Teodor Gorajski (zm. 1664) – szlachcic herbu Korczak, rotmistrz rajtarów królewskich.
Początkowo zamierzał zrobić karierę wojskową – wstąpił do armii i dosłużył się stopnia rotmistrza. W 1662 r., po śmierci brata Rafała odziedziczył majątek rodu – miasto Biłgoraj i okoliczne włości. Był zmuszony spłacać długi zaciągnięte przez ojca i brata – oddawał w zastaw poszczególne majątki, skupiając się na tym, by Biłgoraj pozostał w rękach Gorajskich. Zmarł prawdopodobnie pod koniec 1664 roku, majątek rodu przejęły po nim siostry Teofilia Rejowa i Barbara Bogumiła Potocka.